# 凡尔登地区讷维尔
凡尔登地区讷维尔（法語：Neuville-en-Verdunois，法語發音：[nøvil ɑ̃ vɛʁdynwa]）是法国默兹省的一个市镇，位于该省中部略偏西，属于科梅尔西区。该市镇总面积13.44平方公里，2009年时的人口为74人。

## 人口
凡尔登地区讷维尔人口变化图示